# Inmigración eslava en Paraguay
La inmigración eslava en Paraguay involucra a grupos de personas que llegaron a la República del Paraguay entre 1890 y 1930, provenientes de Bielorrusia, Bulgaria, Checoslovaquia, Polonia, Rusia y Ucrania, con el fin de asentarse en el mismo.
La mayor parte de este contingente migratorio se estableció en el departamento de Itapúa, un territorio de poblamiento antiguo, ya que en el siglo XVI fue escenario de numerosas fundaciones de reducciones jesuíticas que se instalaron en ambos márgenes del río Paraná.
Sin embargo, Itapúa había de esperar hasta el siglo XX para tener una nueva inyección de dinamismo demográfico: la llegada de diversos grupos humanos (paraguayos, alemanes, bielorrusos, búlgaros, ucranianos, polacos, japoneses) daría lugar a un exitoso proceso de colonización.

## Historia
En la década de los años 20 y los años 30 centenares de familias eslavas, alentadas por promesas de grandes extensiones de tierras para sus cultivos, decidieron dejar sus hogares en Europa y probar suerte en el Paraguay, a pesar de no tener muchos datos sobre la realidad del país.
Dado que en Itapúa fue aplicado uno de los mejores planes de colonización del Paraguay, atractivo a las corrientes migratorias, se afincaron un gran número de inmigrantes europeos, los cuales contribuyeron a poblar la zona y establecer una gran heterogeneidad étnica.
En dicho departamento se formaron más de 20 colonias eslavas con nombres que revelan el origen de los inmigrantes que tomaron posesión de esas tierras. Las colonias donde se observa un predominio de inmigrantes ucranianos, bielorrusos, polacos y checos poseen los siguientes nombres: Morozenco, Nueva Volyn, Tarasivka, Schevchenka, Siberia, Nueva Caucasia, Nueva Ucrania, Uru Sapucai, Domingo Bado, Carlos A. López, Alborada, Capitán Matiauda, Cambyretá, Mbo´i Caé, Arroyo Porá, Santo Domingo, San Martín, San Luis, San Juan y Fram. Así también, los eslavos se radicaron en las ciudades de Encarnación, Coronel Bogado, Carmen del Paraná y otras.

## Principales grupos

### Bielorrusos
Los inmigrantes bielorrusos se establecieron principalmente en los municipios de Coronel Bogado y Fram.
Si bien la gran mayoría de estos eran de confesión ortodoxa y católica de rito griego, también llegaron evangélicos bautistas, pentecostales, apostólicos, hermanos libres, evangélicos cristianos y otros.
El 16 de noviembre de 1930 las familias Kobak, Prokopchuk, Lewchuk, Sidoruk, Sczepanski, Jomiczz, Szumowski, Stankievich, Kuszcuk y Szpakovicz, que sumaban 23 miembros de las iglesias bautistas de Brest y Kobryn, Bielorrusia, se reunieron en la casa de Iavok Prokopchuk, de la colonia Fram, y fundaron la iglesia que denominaron “Cristiana Evangélica y Bautista” y, según el acta constitutiva, la misma pertenecería a la “Unión de Iglesias de Brest, Polonia”.

### Búlgaros
La emigración búlgara se produjo por varias razones: la búsqueda de mejores horizontes, por la falta de tierras debido a la superpoblación y la escasez de trabajo, la huida de los conflictos bélicos o por otro lado, la apertura de los consulados, que fue el caso del Paraguay. Dichas instituciones realizaron intensas promociones, que se desplegaban a través de las agencias de colonizadores de Itapúa y del gobierno de aquella época comprendida entre las décadas de 1920 a 1930, en forma coincidente que dieron lugar a la formación y desarrollo de varios pueblos del departamento de Itapúa y del país.
En 2012, se constituyó el Centro Cultural Paraguayo Búlgaro, con sede en la ciudad de Asunción. Su creación fue el resultado de una serie de encuentros de sensibilización cultural y reuniones técnicas impulsadas desde la Dirección de Promoción de Espacios Culturales de la Secretaría Nacional de Cultura  para la creación de un espacio cultural con la comunidad búlgara residente en el país.
Esta iniciativa cultural, pretende fortalecer la integración a través de la ejecución de programas y proyectos que divulguen la cultura búlgara en el Paraguay y fomentar la integración de los diversos pueblos; garantizando el acceso a los bienes y servicios culturales, la defensa de los elementos patrimoniales, el respeto a la diversidad cultural y los derechos humanos, de por sí fines altamente sensibles y promovidos en todas las latitudes.

### Checos

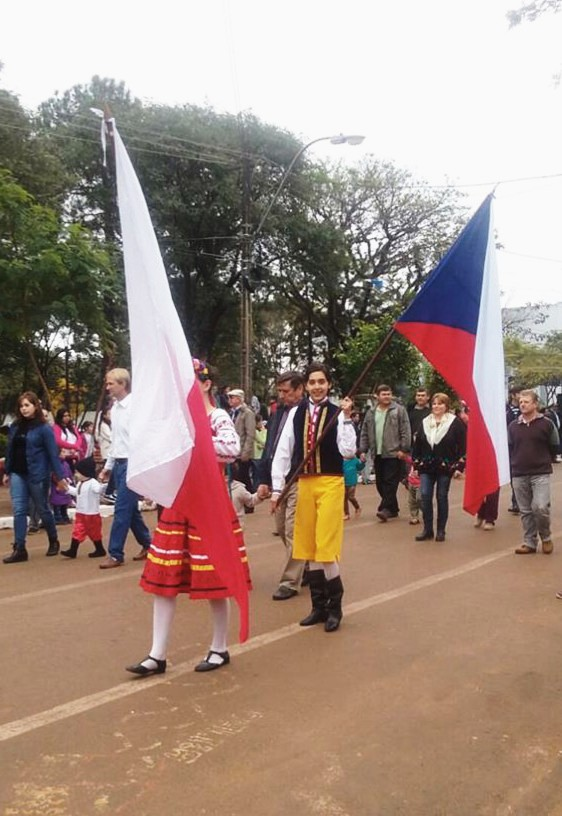
Banderas de Polonia y Chequia, durante el desfile previo a la Fiesta del Inmigrante de Coronel Bogado.

La inmigración checa se puede dividir según sus causas dominantes en tres grupos: la inmigración por razones religiosas, por razones sociales y por razones políticas.
Debido al sistema de servidumbre, la inmigración en masa casi no fue posible sino hasta el siglo XVIII. Luego de la abolición de este sistema, comenzó la inmigración por razones sociales, que obtuvo una dimensión más importante en los finales de aquel siglo y principios del siglo XIX; con el motivo de poblar las zonas fronterizas de la monarquía austríaca en los Balcanes.
El Paraguay buscó fomentar la llegada de inmigrantes de origen checo, por lo que el 6 de marzo de 1939 se promulgó el Decreto 12277/39 firmado por el presidente Félix Paiva, el cual se otorgaban franquicias especiales para los que decidieran afincarse en el país. 
Los primeros checos llegaron mucho antes de la promulgación del decreto de Paiva, dado que las familias pioneras vinieron en 1928, pero eran familias de checos radicados en Rusia de la región de Volyn.
Apenas finalizada la Guerra del Chaco, en 1936 llegan otros numerosos inmigrantes checos que se instalaron en la zona de Carmen del Paraná y Coronel Bogado, ambas localidades en Itapúa, se han integrado a la cultura paraguaya y con su trabajo realizan un importantísimo aporte a la economía nacional.

### Croatas
Inmigración dada a partir de 1850 en el gobierno de Carlos Antonio López con el arribo de algunos colonos via Río de La Plata de austro-húngaros (Croacia aquel tiempo pertenecía al Imperio de Austria-Hungría)., pero no seria hasta 1870 en donde se daría moderadas migraciones de estos, intensificándose a partir de principios de 1900 a 1920. 
Según registros genealógicos hay por lo menos 41.000 paraguayos descendientes directos de croatas lo cuales 21.000 de ellos portan al menos un apellido de esta colectividad. Mayormente estos croatas provenían de la región de Dalmacia. Asentándose en ciudades como Asunción, Encarnación, Pilar, Villarica, San Estanislao o Concepción.

### Polacos
Los inmigrantes polacos llegaron a Paraguay antes y después de la Segunda Guerra Mundial.

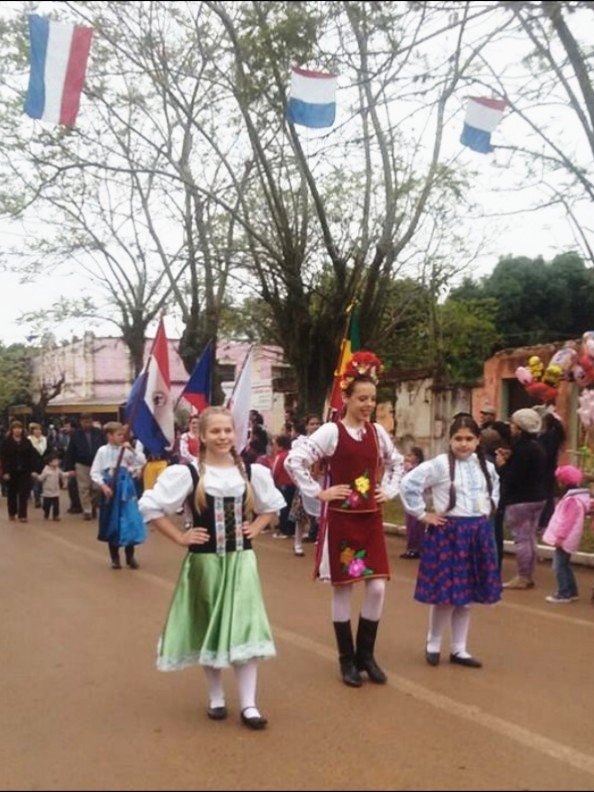
Niñas con trajes típicos de la República Checa, Ucrania y Polonia.

La región de Itapúa en la frontera con Argentina recibió muchos polacos, rusos y ucranianos. Entre 1927 y 1938 hubo un éxodo de 10.000 polacos.
Muchos polacos llegaron de Argentina y formaron colonias como la de Fram cerca de Encarnación y otros llegaron de Brasil. En 1930 un grupo de Menonitas alemanes de Polonia y Rusia se establecieron en colonia Ferheim en el chaco paraguayo.
Actualmente hay 17.000 descendientes de polacos establecidos en Itapúa, Alto Paraná y Asunción.
Entre 1935 y 1936 los gobiernos de Polonia y el Paraguay firmaron convenios internacionales para colonización. La idea era que dos millones de polacos comenzarán a llegar, pero todo quedó truncado ante el inicio de la Segunda Guerra Mundial. La última oleada inmigratoria fue 1937.
Una gran presencia de polacos comenzó a verse por la vasta extensión de Encarnación, Carmen del Paraná, Capitán Miranda y Coronel Bogado.
Casi todos eran campesinos y hoy muchos de sus descendientes en la actualidad poseen establecimientos agropecuarios muy prósperos y productivos. En esos tiempos se fundó la colonia Fram, con sus primeras organizaciones sociales polacas.
En lo relacionado con la actividad económica, los inmigrantes crearon una cooperativa en el departamento de Itapúa.

### Rusos

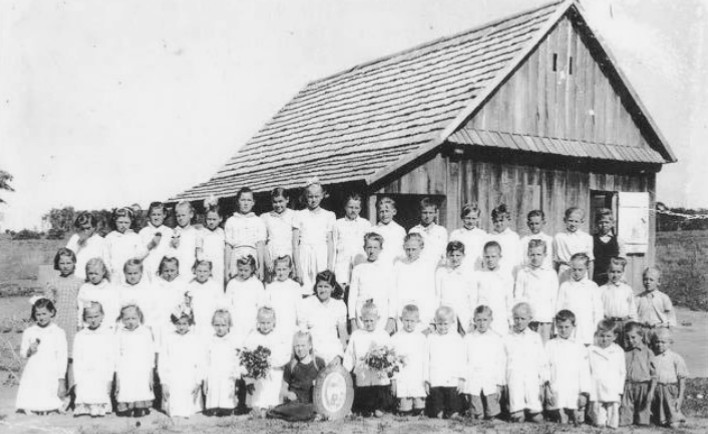
Escuela de la Colonia Siberia de Coronel Bogado, Itapúa.

En 1924 el presidente del Paraguay, Dr. Eligio Ayala organizó la venida de 12 militares rusos del ex ejército zarista para reactivar y modernizar el ejército nacional. Estos oficiales pertenecieron al Movimiento Blanco encabezado por Denikin y Wrangel.
A principios de los años treinta, varios centenares de militares exiliados rusos llegaron al Paraguay, y colaboraron con el Ejército Paraguayo durante la guerra con Bolivia. Algunos alcanzaron puestos importantes y les fueron reconocidos grados militares.
Se los denominaba "rusos blancos" pues habían formado parte del sector zarista, y huyeron temerosos de sufrir represalias y persecuciones por parte de los rojos, buscando refugio en varios países europeos; pero los comunistas enviaban sicarios y asesinaron a numerosos exiliados. Por esa razón, muchos optaron por buscar refugio en lejanos países americanos, entre ellos el Uruguay, la Argentina y el Paraguay.
Entre los recién llegados se encontraban gran cantidad de matemáticos, ingenieros, catedráticos y militares, quienes, a poco de llegar al país, ofrecieron sus servicios a las autoridades nacionales. Entre los llegados se encontraba el general Iván Belaieff, que realizó importantes expediciones de exploración y mediciones topográficas en la región chaqueña.

### Ucranianos
Los ucranianos que se establecieron en el Paraguay, lo hicieron mucho más tarde en comparación de los que decidieron asentarse en Brasil y Argentina, cuyos asentamientos datan de finales del siglo XIX.

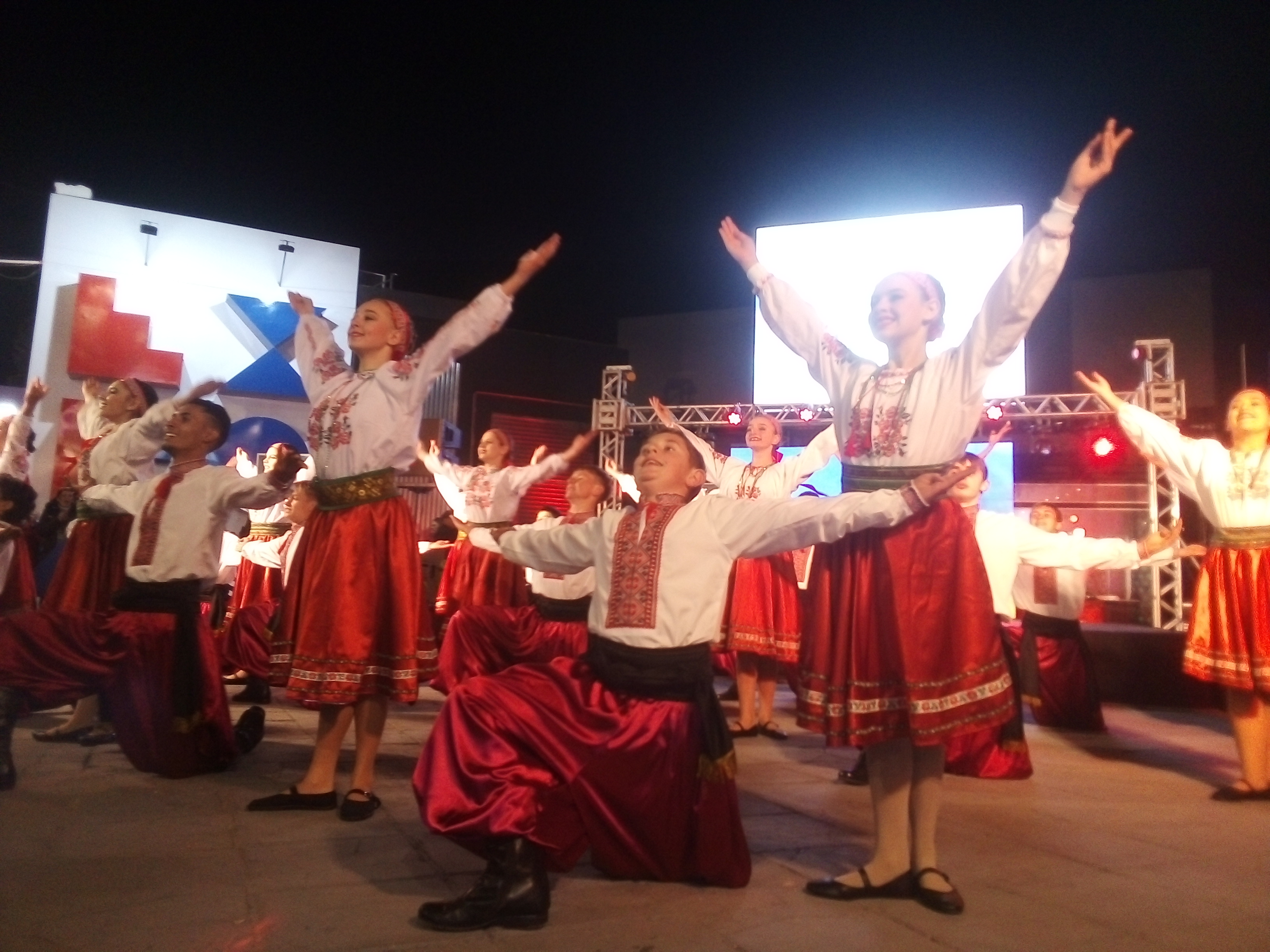
Presentación de la colectividad ucraniana de Hohenau.

Las primeras partidas de ucranianos que se asentaron en Itapúa, llegaron desde la vecina Argentina a finales de la década de 1920 durante una crisis económica ocurrida en ese país. Estos inmigrantes habían sido originarios de la región de Volinia, ubicada en el noroeste de Ucrania, nombrando así su asentamiento como Nueva Volyn o Nueva Volinia (actual Capitán Miranda).
La elección de nombres de esa índole se debe a que esas regiones estaban exentas de población mestiza, por lo que los inmigrantes pudieron expresar libremente sus sentimientos por las aldeas que dejaron atrás.
Sin embargo, otras colonias poseen nombres de origen guaraní o español con una marcada influencia católica y fueron registradas antes de la llegada en los inmigrantes. En cambio, en todas la colonia lo exógeno ha permeado el tejido social, cultural y religioso y la diversidad ha dejado una marca indeleble sobre el medio socioeconómico.
Posteriormente se vieron obligados a cambiar los nombres a los de lengua española por el gobierno paraguayo.